# حزب التجمع الإفريقي - التجديد
حزب التجمع الأفريقي - التجديد (بالفرنسية : Parti du Regroupement Africain-Rénovation) هو حزب سياسي في السنغال، تم تشكيله في عام 1964 بعد انقسام في حزب التجمع الأفريقي - السنغال. اختار الحزب الاندماج السريع مع الاتحاد التقدمي السنغالي.